# Baker Street (album)
Baker Street è il quinto album di raccolta del cantautore scozzese Gerry Rafferty pubblicato nel 1998.

## Tracce
1. Baker Street – 6:11
2. Right Down the Line – 4:30
3. City to City – 5:05
4. Waiting for the Day – 5:47
5. Get it Right Next Time – 4:44
6. Take the Money and Run – 5:53
7. Days Gone Down – 6:32
8. Why Won't You Talk to Me – 4:02
9. The Royal Mile – 3:50
10. Wastin' Away – 3:31
11. Bring it All Home – 4:43
12. Don't Close the Door – 3:48
13. Sleepwalking – 3:53
14. A Change of Heart – 4:10
15. On the Way – 4:22
16. Night Owl – 6:10